# Apolonia Lapiedra

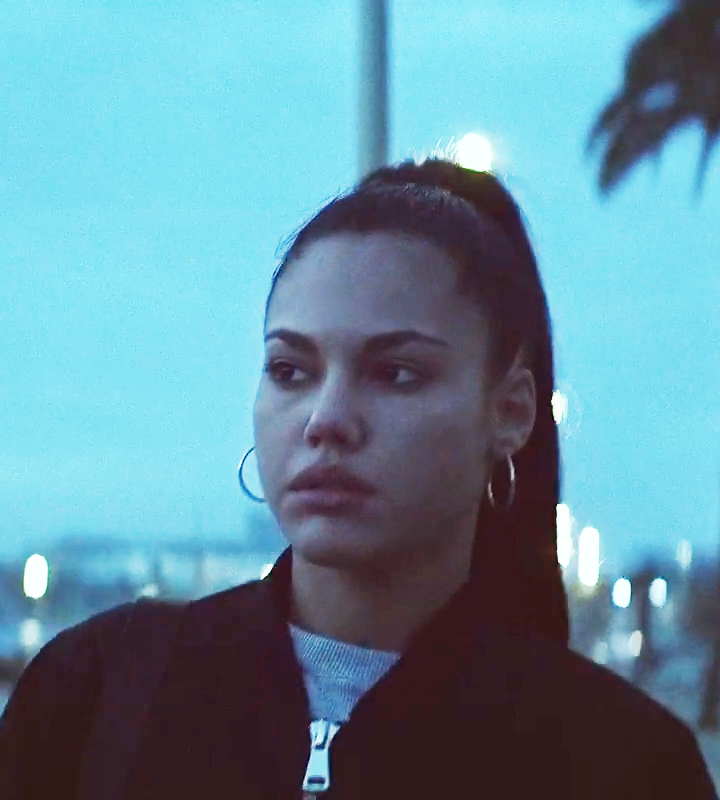
Apolonia Lapiedra

Apolonia Lapiedra (* 27. April 1992 in Hellín; bürgerlich Samantha Sánchez Martínez) ist eine spanische Pornodarstellerin und Erotikmodell.

## Leben
Vor ihrer Pornokarriere arbeitete sie in einer landwirtschaftlichen Fabrik.
Sie wurde durch ihren damaligen Partner, den Erotikfilmregisseur und -darsteller Ramiro Lapiedra, in die Pornobranche eingeführt und drehte ihre erste Szene im Februar 2015.
Kurz nachdem sie ihre Karriere begonnen hatte, gründete Apolonia ihre Produktionsfirma Apolonia Films, die Szenen für den spanischen Produzenten Cumlouder drehte. Sie spielte weiterhin in pornografischen Szenen und machte einige Aufnahmen für Unternehmen wie Mofos, Private, Bangbros, Joymii, Viv Thomas, SexArt, MetArt, WowGirls, Marc Dorcel usw. Sie ist bekannt für ihre Darstellungen in Filmen des Genres Latina und Teenager.
Sie war auf dem Cover des spanischen Magazins Primera Line und auf dem Cover des französischen Magazins Hot Video, das sich auf den europäischen Erwachsenenfilm spezialisiert hat.
2015 nahm sie an einer Kampagne für Safer Sex teil, die der spanische Landesverband der LGBT-Bewegung FELGBT ins Leben rief.
In der Septemberausgabe von 2018 hatte sie eine Fotostrecke und ein Interview im mexikanischen Playboy
Mit 27 Jahren erklärte sie ihren Rücktritt aus dem Pornogeschäft. Gründe sind Rückenprobleme und Burn Out.

## Filmografie (Auswahl)
- 2016: Russian Institute 22: Medical Exam
- 2017: Russian Institute 23: The Cocktease
- 2017: Undercover
- 2018: Interracial Icon Vol. 9
- 2019: Natural Beauties Vol. 11
- 2019: Spoof Porn Vol.13
- 2020: I Want To Fuck You Too
- 2020: Hispanic Seduction
- 2020: Fucking With Friends 14
- 2020: Don’t Break Me Vol. 22
- 2020: Interracial Angels Vol. 3
- 2021: Young & Beautiful Vol. 10
- 2021: Natural Beauties 14
- 2021: Vibes Vol. 4
- 2021: Oral Indulgence
- 2021: Lesbian Anal 3somes
- 2021: Lez Nymphos

## Auszeichnungen
- Premios Ninfa (Ninfa Awards) 2015: Beste Schauspielerin[5]
- Premios Ninfa (Ninfa Awards) 2017: Beste Schauspielerin[6]
- AVN Award 2019: Best Foreign-Shot Group Sex Scene[7]